# Augustin Legrand (Schauspieler)

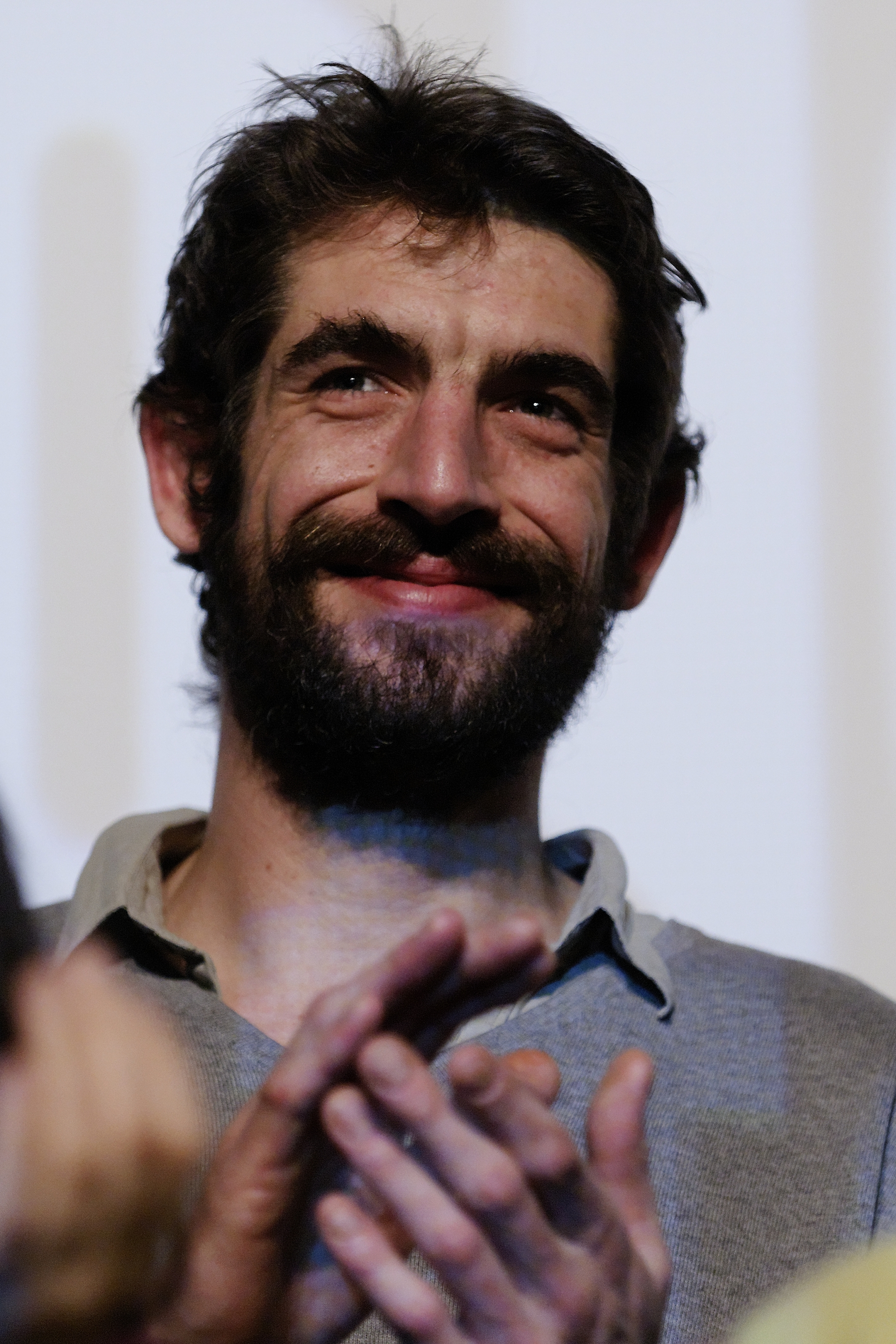
Augustin Legrand (2010)

Augustin Legrand (* 21. Juli 1975 in Neuville-aux-Bois, Frankreich) ist ein französischer Schauspieler.

## Leben
Augustin Legrand studierte Steuerrecht und am Cours Florent Schauspiel. Anschließend spielte er Theater und im Fernsehen mehrere kleinere Rollen. Seine erste größere spielte er 2003 in der von Gérard Krawczyk inszenierten Liebeskomödie Fanfan der Husar als Brèche Dent an der Seite von Vincent Perez und Penélope Cruz.

## Filmografie (Auswahl)
- 2003: Fanfan der Husar (Fanfan la Tulipe)
- 2003: Inschallah – Ich zeig's euch (Travail d’arabe)
- 2004: Die purpurnen Flüsse 2 – Die Engel der Apokalypse (Les rivières pourpres II – Les anges de l’apocalypse)
- 2004: Immortal – New York 2095: Die Rückkehr der Götter (Immortel (ad vitam))
- 2005: 13 Tzameti
- 2006: Flyboys – Helden der Lüfte (Flyboys)
- 2007: Two Worlds – Zwischen den Welten (Les deux mondes)
- 2009: Don’t Look Back – Schatten der Vergangenheit (Ne te retourne pas)
- 2013: Odysseus (TV-Serie)
- 2019: Camille